# Dorposz Szlachecki
Dorposz Szlachecki – wieś w Polsce położona w województwie kujawsko-pomorskim, w powiecie chełmińskim, w gminie Kijewo Królewskie.

## Podział administracyjny
W latach 1975–1998 miejscowość administracyjnie należała do województwa toruńskiego.

## Demografia
Według Narodowego Spisu Powszechnego (III 2011 r.) wieś liczyła 124 mieszkańców. Jest trzynastą co do wielkości miejscowością gminy Kijewo Królewskie.

## Historia
Miejscowość leży na pograniczu Mazowsza oraz Pomorza i związana była historycznie z ziemią chełmińską na Pomorzu Nadwiślańskim. Ma metrykę średniowieczną i istnieje co najmniej od pierwszej połowy XIV wieku. Wymieniona została po raz pierwszy w dokumentach z lat 1423-1424 jako "Dorrenposch, Dorrenpusch, Dorposz".
Od 1226 po sprowadzeniu na Mazowsze zakonu krzyżackiego przez księcia Konrada I mazowieckiego tereny, na których leży miejscowość w XIII-XV wieku znalazły się we władaniu krzyżaków. W latach 1423-1424 była własnością rycerską w komturii starogrodzkiej z siedzibą w Starogrodzie i liczyła 10 łanów z obowiązkiem dwóch służb w zbroi lekkiej na rzecz zakonu. W 1438 wieś płaciła czynsz od łanów wolnych po 6 korców czworakiego zboża.
W 1466 na mocy traktatu toruńskiego podpisanego po zakończonej wojnie trzynastoletniej, toczonej pomiędzy państwem zakonu krzyżackiego, a Koroną Królestwa Polskiego, miejscowość została włączona do Korony i leżała w powiecie chełmińskim, województwa chełmińskiego w parafii Kijewo Królewskie w Rzeczypospolitej Obojga Narodów. W 1570 stanowiła własność Macieja Dorpowskiego, który od nazwy wsi przyjął odmiejscowe nazwisko i liczyła 7 łanów chłopskich, 7 zagrodników we wsi stała karczma, wiatrak mielący zboże. Odnotowano także bednarza, kuśnierza oraz kowala.
Wskutek I rozbioru Polski w 1772, miejscowość przeszła pod władanie Prus i jak cała ziemia chełmińska znalazła się w zaborze pruskim.
We wsi znajdują się zabudowania XIX-wiecznego dworu. Na budynku obok dworu umieszczona jest tablica o treści: Miejsce kaźni i męczeństwa Polaków ofiar terroru hitlerowskiego. Rok 1939. Cześć ich pamięci.

## Zabytki
Według rejestru zabytków NID na listę zabytków wpisane są:
- fort I w zespole twierdzy Chełmno, 1903-1914, nr rej.: A/1511/ z 14.02.1980
- fort II, nr rej.: A/1511/7.